# Maeuntang
El mae-un tang es una sopa de pescado picante de la gastronomía de Corea cocida con gochujang (pasta de pimiento chile rojo), kochukaru (chili molido) y diversa verdura. Como su ingrediente principal, el pescado de agua dulce o salada se corta en varios trozos y se cuece con ternera picada y verduras verdes tales como el berro de agua y la mojigata. Se añaden cebolla, rábano, pimiento chile, margarita coronada, ajo y a veces calabacín y tofu a la mezcla para absorber la pasta de pimiento chile, que es el principal condimento del plato. Entonces se sazona con kochukaru, ajo, salsa de soja y más gochujang al gusto.
Los restaurantes que ofrecen este plato permiten a menudo a sus clientes elegir el pescado de un acuario. Muchos restaurantes especializados en marisco tienen varios acuarios de los que elegir. Pescados populares para este plato son el huachinango, la lubina, la corvina, el bacalao, el abadejo e incluso peces de agua dulce como la carpa y la trucha. Además también pueden añadirse mariscos tales como cangrejos, almejas y ostras para complementar esta sopa y mejorar su sabor.
Esta sopa es uno de los platos más populares de Corea cuando se bebe soju. Si se pide con hoe en un restaurante, la sopa se hace entonces a menudo a partir de los restos del pescado.